# 少内
少内，中国古代的官职，战国时期的秦国始设。少内分掌财货，是内史下属的官职。根据云梦秦简，可知秦朝少内有中央和地方之分。汉朝建立后，基本沿袭秦朝这一官制。